# Chelidinus cinerascens
Chelidinus cinerascens är en insektsart som beskrevs av Alexander Fyodorovich Emeljanov 1962. Chelidinus cinerascens ingår i släktet Chelidinus och familjen dvärgstritar. Inga underarter finns listade i Catalogue of Life.